# بال‌پرنده‌ای طلایی رادامانتوس
بال‌پرنده‌ای طلایی رادامانتوس (نام علمی: Troides rhadamantus) نام یک گونه از تیره پروانه‌های دم‌چلچله‌ای است.